# حساب

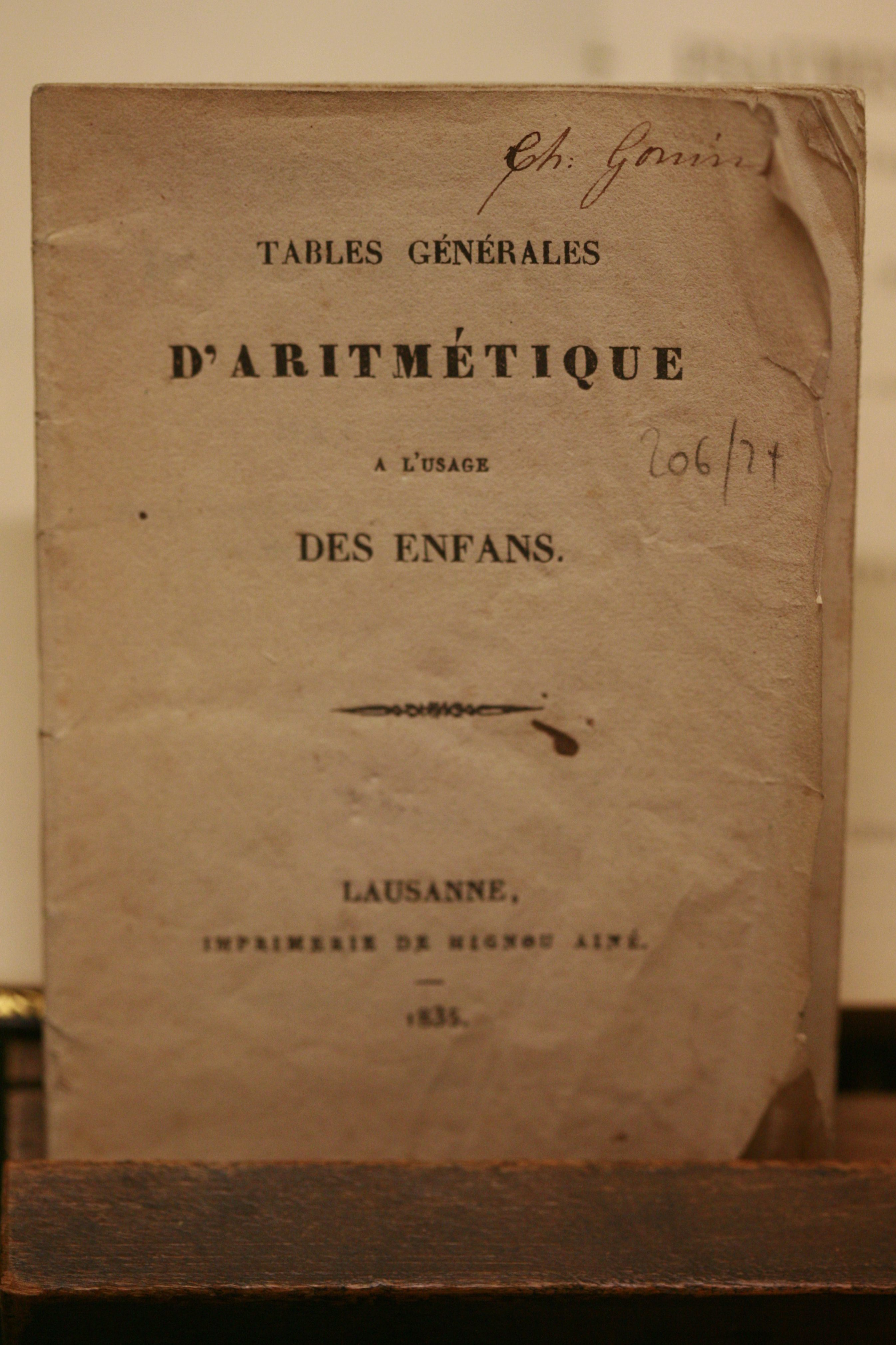
جدول حساب برای کودکان ۱۸۳۵

حِساب (معادل انگلیسی آن یعنی Arithmetic از یونانی ἀριθμός با تلفظ arithmos، به معنای «عدد» و τική [τέχνη]، با تلفظ tiké [téchne] به معنای «هنر» می‌آید) شاخه ای از ریاضیات است که شامل مطالعه اعداد، به‌خصوص خواص عملیات سنتی روی آن‌ها یعنی جمع، تفاضل (تفریق)، ضرب و تقسیم است. حساب قسمت مقدماتی نظریه اعداد می‌باشد و نظریه اعداد امروزه به عنوان یکی از اصلی‌ترین شاخه‌های ریاضیات (که جایگاه آن در بالاترین قسمت درخت تقسیم‌بندی گرایش‌های ریاضی قرار دارد) در نظر گرفته می‌شود. در کنار نظریه اعداد جبر، هندسه و آنالیز نیز جزو این شاخه‌های اصلی قرار دارند. عبارت حساب و حساب مرتبه بالاتر تا اوایل قرن بیستم به عنوان کلمه هم‌معنی نظریه اعداد به کار برده می‌شد و هنوز هم برای اشاره به قسمت اعظم نظریه اعداد به کار برده می‌شود.